# تل هواش (حماة)
تل هواش قرية سورية تتبع ناحية قلعة المضيق في منطقة السقيلبية في محافظة حماة. بلغ عدد سكانها 2498 نسمة في عام 2004 حسب إحصاء المكتب المركزي للإحصاء.

## وصلات خارجية
- الوحدات الإدارية في محافظة حماة نسخة محفوظة 18 أبريل 2019 على موقع واي باك مشين.